# Liechtenstein nos Jogos Olímpicos de Inverno de 1984
Liechtenstein participou dos Jogos Olímpicos de Inverno de 1984 na cidade de Sarajevo, na então Iugoslávia.

## Medalistas

### Bronze
- Andreas Wenzel — Esqui alpino, slalom gigante masculino
- Ursula Konzett — Esqui alpino, slalom feminino